# So in Hindsight the Professional Rapper Isn't There Yet
So in Hindsight the Professional Rapper Isn't There Yet é um álbum de remixes do cantor cristão John Reuben, lançado em Dezembro de 2004. 

## Faixas
1. "Do Not" [Club Remix] - 4:11
2. "Divine Inspiration" [Remix] - 4:02
3. "Gather In" [Form Remix] - 3:47
4. "Hindsight" [Remix] - 4:50
5. "Breathe" [Remix] - 3:37
6. "Doin" [Remix] - 3:27
7. "Move" [Remix] - 3:57
8. "I Haven't Been Myself" [Remix] - 3:22
9. "Life Is Short" [Elected Remix] - 3:42
10. "Do Not" [Smooth Remix] - 4:01
11. "Gather In" [Elected Remix] - 5:13
12. "Life Is Short" [Form Remix] - 3:49